# Chinnakamanahalli, Bangarapet
Chinnakamanahalli là một làng thuộc tehsil Bangarapet, huyện Kolar, bang Karnataka, Ấn Độ.